# Mark Streit
Mark Streit (ur. 11 grudnia 1977 w Bernie) – szwajcarski hokeista, reprezentant Szwajcarii, czterokrotny olimpijczyk.

## Kariera
- Fribourg-Gottéron (1995-1996)
- HC Davos (1996-1999)
- Springfield Falcons (1999-2000)
  -  Utah Grizzlies (1999-2000)
  -  Tallahassee Tiger Sharks (1999-2000)
- ZSC Lions (2000-2005)
- Montreal Canadiens (2005-2008)
- New York Islanders (2008-2013)
  -  SC Bern (2012-2013)
- Philadelphia Flyers (2013-2017)
- Pittsburgh Penguins (2017)
- Montreal Canadiens (2017)

Wychowanek SC Bern. Od 2008 w klubie NHL New York Islanders (kapitan drużyny). Od września 2012 do stycznia 2013 roku na okres lokautu w sezonie NHL (2012/2013) w klubie SC Bern. Od czerwca 2013 zawodnik Philadelphia Flyers, z którym podpisał czteroletni kontrakt. 1 marca 2017 został zawodnikiem Tampa Bay Lightning, skąd niezwłocznie został przekazany do Pittsburgh Penguins. Od lipca 2017 ponownie zawodnik Montreal Canadiens. W połowie października 2017 odszedł z tego klubu, a pod koniec tego miesiąca ogłosił zakończenie kariery.
Uczestniczył w turniejach mistrzostw świata w 1998, 1999, 2000, 2001, 2002, 2003, 2004, 2005, 2006, 2007, 2009, 2012, 2015 oraz zimowych igrzysk olimpijskich 2002, 2006, 2010, 2014. W barwach zespołu Europy brał udział w turnieju Pucharu Świata 2016.

## Sukcesy i wyróżnienia
Reprezentacyjne

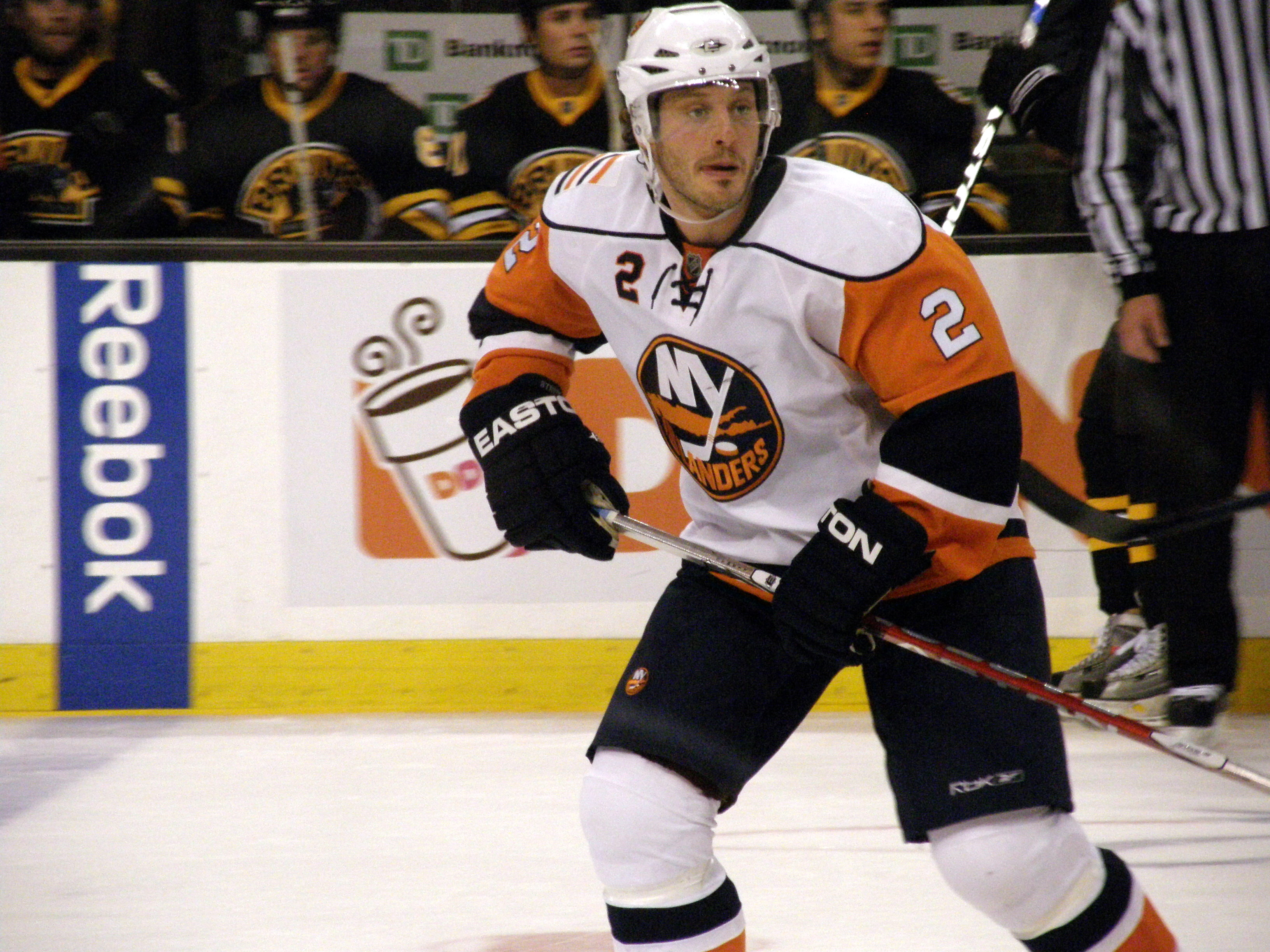
Mark Streit w barwach New York Islanders (2008)

- Finał Pucharu Świata: 2016 z kadrą Europy

Klubowe
- Złoty medal mistrzostw Szwajcarii: 2001, 2014 z ZSC Lions
- Puchar Kontynentalny: 2001, 2002 z ZSC Lions
- Puchar Stanleya – mistrzostwo NHL: 2017 z Pittsburgh Penguins

Indywidualne
- Mistrzostwa świata juniorów do lat 20:
  - Skład gwiazd turnieju
- NHL (2003/2004):
  - NHL All-Star Game
- NHL (2008/2009):
  - NHL All-Star Game
- Mistrzostwa Świata w Hokeju na Lodzie 2009/Elita:
  - Jeden z trzech najlepszych zawodników reprezentacji
- Mistrzostwa Świata w Hokeju na Lodzie 2012/Elita:
  - Jeden z trzech najlepszych zawodników reprezentacji
- Mistrzostwa Świata w Hokeju na Lodzie 2015/Elita:
  - Jeden z trzech najlepszych zawodników reprezentacji na turnieju[9]

Wyróżnienie
- Galeria Sławy IIHF: 2020[10]